# Martin Krasnik
Martin Ingrisch Krasnik, född 22 juni 1971 i Köpenhamn, är en dansk journalist och författare.

## Utbildning
Martin Krasnik är äldsta barnet av tre till läkaren Allan Krasnik och bioanalytikern Else Krasnik. Han är uppvuxen i Jerusalem och Köpenhamn. Han gick på Ordrup Gymnasium och studerade på Köpenhamns universitet, där han tog en cand.scient.pol.-examen. Han har också studerat på Hebreiska universitetet i Jerusalem och London School of Economics.

## Yrkesliv
Krasnik var under några år korrespondent för Weekendavisen i Jerusalem och London och arbetade därefter på Weekendavisens redaktion i Köpenhamn. Åren 2003–2005 var han på Danmarks Radios tv-kanal DR2 och från 2005 utrikeskorrespondent för Weekendavisen i USA. Åren 2010–2012 var han anställd på TV2 och 2012–2014 på DR2. Han har sedan 2014 varit på Weekendavisen, varav från 2017 som chefredaktör.